# Куц, Иван Фёдорович
Иван Фёдорович Куц (25 января 1900, Красноводск — 22 августа 1989, Москва) — советский военачальник, генерал-майор (1943).

## Начальная биография
Иван Фёдорович Куц родился 25 января 1900 года в Красноводске.

## Военная служба

### Гражданская война
В сентябре 1918 года был призван в ряды РККА и назначен на должность помощника командира отдельной Самаркандской конной сотни, в октябре того же года — на должность начальник конной команды при Самаркандском ОВК, а в марте 1919 года — на должность начальника сапёрно-подрывной команды Самаркандского боевого участка.
В мае был направлен на учёбу на Туркестанские сводные командные курсы по кавалерийскому отделению, дислоцированные в Ташкенте, после окончания которых в ноябре того же года был назначен на должность командира 2-го эскадрона (7-й отдельный пограничный дивизион), в марте 1920 года — на должность командира этого же дивизиона, в сентябре 1920 года — на должность командира 2-го интернационального кавалерийского полка (Отдельная интернациональная бригада, Туркестанский фронт), в феврале 1921 года — на должность начальника боевого района и укрепленного района Тюбинского уездного военкомата, в октябре 1922 года — на должность командира отдельного кавалерийского дивизиона Самаркандской области, в июне 1923 года — на должность командира и политрука кавалерийского эскадрона 1-го Алайского кавалерийского полка (Туркестанская кавалерийская бригада). Принимал участие в боевых действиях на Восточном, Туркестанском и Южном фронтах, а также против повстанцев на Украине и Кавказе, басмачей в Туркестане.

### Межвоенное время
В сентябре 1924 года был направлен на учёбу в Высшую кавалерийскую школу РККА, дислоцированную в Ленинграде, после окончания которой в августе 1925 года был назначен на должность командира и политрука кавалерийского эскадрона 88-го кавалерийского полка, в июне 1926 года — на должность командира отдельного кавалерийского дивизиона горских национальностей Дагестана, в октябре — на должность стажёра-летнаба 26-й отдельный авиаэскадрильи, а в октябре 1928 года — на должность начальника полковой школы 90-го кавалерийского полка (12-я кавалерийская дивизия).
В апреле 1931 года был направлен на учёбу в Военную академию имени М. В. Фрунзе, после окончания которой с апреля 1934 года находился в распоряжении 4-го (Разведывательного) Управления Штаба РККА, исполняя должность помощника и заместителя начальника 9-го отдела.
В июле 1939 года был назначен на должность преподавателя кавалерийских курсов усовершенствования командного состава, в августе того же года — на должность преподавателя тактики Военной академии имени М. В. Фрунзе, в ноябре 1940 года — на должность помощника командира 19-й, в марте 1941 года — на должность помощника командира 21-й горнокавалерийской дивизий, а в апреле того же года — на должность заместителя командира 221-й моторизированной дивизии (Среднеазиатский военный округ).

### Великая Отечественная война
С началом войны находился на прежней должности.
В июле был назначен на должность командира 56-й, в августе — на должность командира 62-й кавалерийских дивизий, а в июне 1942 года — на должность заместителя командира 2-го гвардейского кавалерийского корпуса, принимавшего участие в ходе оборонительных и наступательных боевых действий под Москвой.
В декабре 1942 года был направлен на учёбу на ускоренный курс Высшей военной академии имени К. Е. Ворошилова, после окончания которого с мая 1943 года состоял в распоряжении отдела кадров командующего кавалерией Красной Армии и в августе того же года был назначен на должность заместителя командира 6-го гвардейского кавалерийского корпуса, который вскоре принимал участие в ходе освобождения Украины, а также в Дебреценской и Будапештской наступательных операциях. С 6 октября по 26 декабря 1944 года исполнял должность командира корпуса, а в марте 1945 года был назначен на должность командира этого же корпуса, который принимал участие в ходе Братиславско-Брновской наступательной операции.

### Послевоенная карьера
После окончания войны находился на прежней должности.
В январе 1946 года был назначен на должность заместителя начальника кафедры военной географии, которая в декабре 1949 года была преобразована в кафедру военной географии и страноведения Военной академии имени М. В. Фрунзе. В феврале 1955 года был назначен на должность начальника военной кафедры Смоленского института физической культуры.
Генерал-майор Иван Фёдорович Куц в январе 1957 года вышел в запас. Умер 22 августа 1989 года в Москве.

## Награды
- Орден Ленина;
- Четыре ордена Красного Знамени;
- Орден Суворова 2 степени;
- Два ордена Отечественной войны 1 степени;
- Орден Красной Звезды;
- Медали.

## Сочинения
- Куц И. Ф. Годы в седле. — М., Воениздат, 1964.